# 19499 Eugenybiryukov
19499 Eugenybiryukov è un asteroide della fascia principale. Scoperto nel 1998, presenta un'orbita caratterizzata da un semiasse maggiore pari a 2,7262303 UA e da un'eccentricità di 0,0989956, inclinata di 12,93704° rispetto all'eclittica.